# STVR 24
STVR 24 (:24) je čtvrtá televizní stanice slovenské veřejnoprávní společnosti Slovenská televize a rozhlas. Vysílat začala 1. dubna 2022.
Zpravodajská stanice od 28. února 2022 do 31. března 2022 dočasně nahradila vysílání televizní stanice Trojka, a to kvůli potřebě infromovat o událostech spojených s ruskou invazí na Ukrajinu. Původně mělo být toto vysílání po dvou týdnech ukončeno, nakonec bylo ale rozhodnuto o ponechání samotné zpravodajské stanice na stálo. Základem stanice jsou pravidelné zpravodajské bloky, doplněné o premiéry a reprízy zpravodajských a publicistických pořadů, které byly do té doby vyráběny primárně pro Jednotku, Dvojku a Rádio Slovensko.

## Vlastní pořady

### Zpravodajství
- Správy a komentáre
- Počasie
- Goly - body - sekundy
- Zelená vlna

### Publicistika
- Reportéri
- Občan za dverami
- Kultúra.sk
- Svet v obrazoch
- Slovensko v obrazoch